# Ексбібіт
Ексбібіт — кратне число біт, одиниця вимірювання двійкової інформації при передачі цифрових даних або збереженні, що має множник із стандартним префіксом ексбі (символ Еі), двійковий префікс, що означає помноження на 260. Одиниця вимірювання ексбібіт позначається як Еібіт.
1 ексбібіт = 260 біт = 1152921504606846976біт = 1024 пебібіт
Ексбібіт тісно пов'язаний із поняттям ексабіт,  відповідною одиницею з метричним префіксом екса, що дорівнює 1018 біт = 1000000000000000000біт.